# Son Bo-mi
Son Bo-mi ( Seúl, 1982 ) es una escritora y novelista surcoreana, varias veces premiada.

## Biografía
Son Bo-mi hizo su debut literario en 2009 con la novela titulada Silence. Es profesora de escritura creativa en la Universidad de Kyeonghee. Está casada con el escritor Kim Jong-ok. 

## Trabajos
Son Bo-mi es conocida por escribir obras emotivas con títulos como Butterfly, Hot Air Balloon y I'm Leaving Too, Liz, con frases breves y pausadas, que paradójicamente parecen aumentar su sentimentalismo.  Sus historias a menudo presentan estructuras narrativas elaboradas, aunque omiten deliberadamente aspectos clave relacionados con la trama. Esto se debe en parte a que muchas de sus novelas están interrelacionadas y a menudo se espera que los acontecimientos que aparecieron en un libro sean conocidos por el lector, a veces incluso con leves alusiones o de manera muy elíptica.
Entre sus obras más importantes se incluyen Downpour, A Love of Scientist, Stroll y Lindy Hop For Them. 

## Premios
- 2014 5.º Premio Anual de Jóvenes Artistas 2014
- 2014 21° Premio Kim Joon-Sung 2014
- 2013 46º Premio Hankook Ilbo
- 2012 Tercer premio anual de jóvenes artistas del barrio literario
- 2011 Premio de relato corto Dong-A Ilbo 2011
- 2009 Premio al recién llegado de la División de cuentos literarios del siglo XXI de 2009

## Obras en inglés
- Hot Air Balloon (Asia Publishers, 2014)

## Obras en coreano
- 우연의 신 La diosa del azar 2019
- 우아한 밤과 고양이들 Una noche elegante y gatos 2018
- 디어 랄프 로렌 Dear Ralph Lauren 2017
- 애드벌룬 Globo aerostático 2014
- 제5회 젊은작가상 수상작품집
- 그들에게 린디합을 Lindi Hab para ellos 2013
- 제4회 젊은작가상 수상작품집
- 소설 작법 Cómo escribir una historia
- 제3회 젊은작가상 수상작품집
- 젊은 소설 [1] Historias jóvenes